# West Nkosi
West Nkosi (* 1940 in Nelspruit, Südafrika als Johannes Hlongwane; † 8. Oktober 1998) war ein südafrikanischer Saxophonist des Township Jazz, Musikproduzent und Songwriter. Er hat den Übergang von der Kwelamusik zur Mbaqanga entscheidend mitgestaltet.

## Leben und Wirken
Nkosi ging als Jugendlicher nach Pretoria, wo er Pennywhistle bei den Pretoria Power Boys, einer frühen Kwelaband, spielte. 1956 zog er nach Johannesburg, wo er kurzzeitig im Ensemble von Spokes Mashiyane wirkte. Er wechselte zum Altsaxophon und wurde bald darauf Studiomusiker für Gallo Records. Seit den 1960er Jahren nahm er auch unter eigenem Namen auf; Nick Moyake spielte zeitweilig in seiner Gruppe. Aus dem Studioensemble formte er die Makgona Tsohle Band, die The Mahotella Queens und später Mahlathini and the Mahotella Queens (bis 1991) begleitete, aber auch eigene Aufnahmen einspielte. Seine Komposition 2 Mabone wurde in den 1970er Jahren ein Hit in Südafrika.
Nkosi war zu dieser Zeit bereits Produzent des Gallo-Sublabels Mavuthela Music, für das er den Chor Ladysmith Black Mambazo aufbaute und dessen Sound wesentlich gestaltete; die 22 von ihm produzierten Alben des Chores erreichten allesamt in Südafrika Goldstatus. Er war auch an Aufnahmen von Jacob „Mpharanyana“ Radebe und an Paul Simons Grazeland-Tournee beteiligt. In den 1990er Jahren produzierte er Phuzekemisi und Joe Mifela, spielte aber noch ein weiteres Album unter eigenem Namen ein, das von der Kritik international beachtet wurde. Er starb an den Folgen eines Autounfalls.

## Diskographische Hinweise
- Rhythm of Healing: Supreme Sax and Penny Whistle Township Jive (1992)
- Sixteen Original Sax Jive Hits. Vol 1
- Sixteen Original Jive Hits. Vol 2